# Intervento olandese a Bali (1849)
L'intervento olandese a Bali del 1849, detta anche terza spedizione olandese a Bali, fu un conflitto sorto tra i Paesi Bassi ed alcuni regni tribali di Bali, preceduto da altri due falliti tentativi, uno del 1846 e uno del 1848. Gli olandesi sfruttarono il pretesto avanzato dai balinesi di vantare diritti su tutti i relitti di navi affondate che avessero trovato entro le acque di loro competenza, il che andava contro le leggi della marina internazionale.

## La spedizione navale
La spedizione giunse al largo di Buleleng nel 1849. Le forze degli olandesi erano in questo caso quasi raddoppiate rispetto a quanto messo in campo nelle spedizioni precedenti: 100 navi, 3000 marinai e 5000 soldati per la maggior parte europei.
Gli olandesi sbarcarono a Buleleng e marciarono su Singaraja, incontrando la resistenza dei balinesi presso Jagaraga. Quando la situazione apparve per loro disperata, i balinesi commisero il primo Puputan della guerra, un suicidio di massa rituale. In questo scontro, gli olandesi persero 34 uomini a fronte di quasi un migliaio di balinesi, inclusa la moglie di Jelantik che si immolò nel Puputan. I Gusti Ketut Jelantik ed il raja di Buleleng riuscirono a fuggire ed allearsi con il regno di Karangasem.

## La campagna nella parte meridionale di Bali
Riluttanti a seguire i nemici nell'entroterra, gli olandesi tornarono alle loro navi e salparono per la parte meridionale di Bali, sbarcando a Padang Bai per attaccare Klungkung, raja di Buleleng. Nel frattempo, ad ogni modo, gli olandesi riuscirono ad allearsi coi vicini abitanti dell'isola di Lombok contro il regno di Karangasem, vecchio nemico di Lombok. Le truppe di Lombok si imbarcarono a bordo di navi olandesi e colpirono quelle di Buleleng. In questo incontro morirono Jelantik ed il raja di Buleleng, mentre il raja di Karangasem si suicidò.

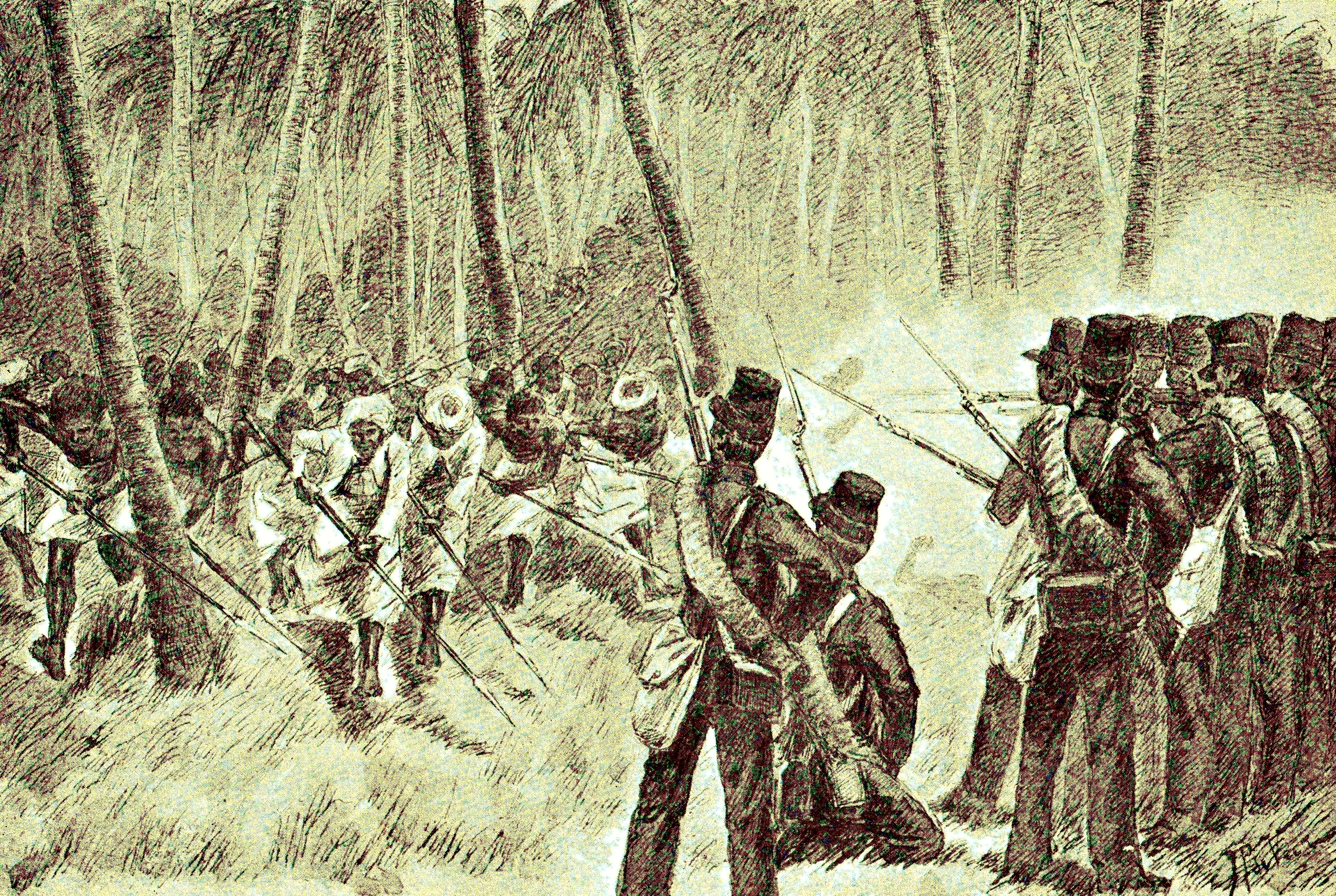
L'attacco dei balinesi a Kosamba.

Gli olandesi continuarono la loro campagna nel Klungkung, occupando Goa Lawah e Kusamba. Il clima e le malattie provarono duramente gli olandesi che si trovavano in una posizione precaria. Un attacco generale di dissenteria tra le truppe olandesi impedì loro di dare il colpo finale alle truppe nemiche. Gli olandesi subirono diverse perdite quando Dewa Agung Istri Kanya guidò un'offensiva notturna contro gli olandesi a Kusamba, uccidendo in quell'occasione il comandante della spedizione, il maggiore generale Andreas Victor Michiels. Gli olandesi vennero costretti a ritirarsi a bordo delle loro navi contro i 33 000 guerrieri balinesi pervenuti da Badung, Gianyar, Tabanan e Klungkung. Questo portò ad un blocco improvviso della guerra.

## Il trattato

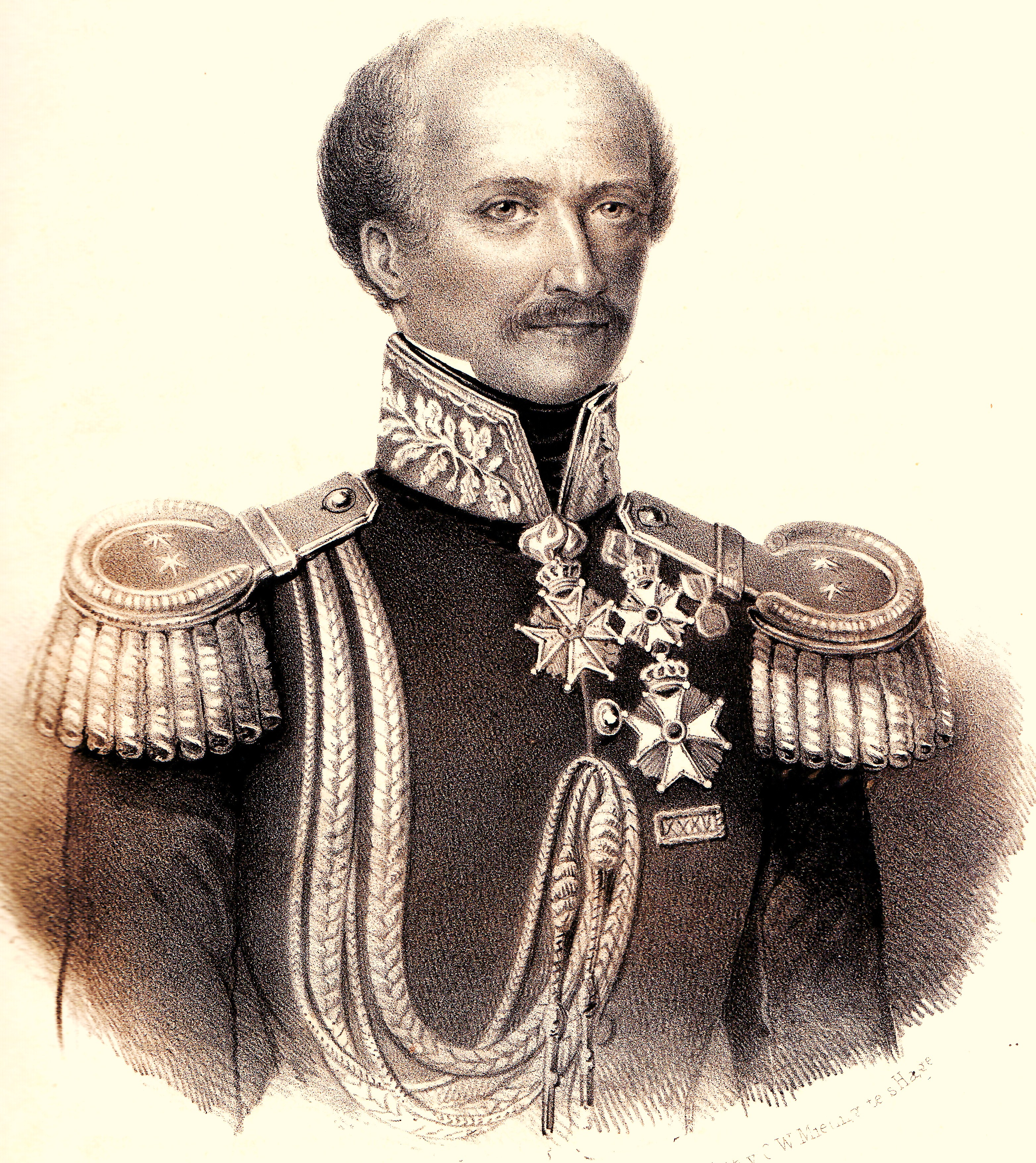
Il generale Andreas Victor Michiels venne ucciso dalle forze balinesi a Kosamba nel 1849.

La morte di Jelantik rappresentò comunque un duro colpo per la resistenza balinese. Per intervento del commerciante Mads Lange e del raja Kesinan di Badung, nel luglio del 1849 venne sottoscritto un nuovo trattato che dava il controllo di Buleleng e Jembrana agli olandesi. Il raja di Lombok ottenne il controllo del regno di Karangasem. Gli olandesi posero il loro quartier generale a Singaraja, dove un controllore nominato dagli olandesi imperò sul raja locale dal 1855.